# Петровка (Новоурсаєвська сільська рада)
Петро́вка (рос. Петровка, башк. Петровка) — присілок у складі Бакалинського району Башкортостану, Росія. Входить до складу Новоурсаєвської сільської ради.
Населення — 11 осіб (2010; 45 у 2002).
Національний склад:
- кряшени — 90 %